# 毡毛栎叶杜鹃
毡毛栎叶杜鹃（学名：Rhododendron phaeochrysum var. levistratum）为杜鹃花科杜鹃花属下的一个变种。

## 扩展阅读
- 維基物種上的相關：毡毛栎叶杜鹃